# Terriera pandani
Terriera pandani är en svampart som först beskrevs av Tehon, och fick sitt nu gällande namn av P.R. Johnst. 2001. Terriera pandani ingår i släktet Terriera och familjen Rhytismataceae.   Inga underarter finns listade i Catalogue of Life.